# 6,5-284 Norma
6,5-284 Norma AB — спортивный патрон, созданный на основе гильзы ружейного патрона .284 Winchester группой американских энтузиастов и шведской компанией Norma Precision. Представлен к стандартизации C.I.P. в 1999 году. Целью конструкторов было уменьшение отдачи, продление срока службы оружия и снижение стоимости тренировочных стрельб.